# 布勞利奧卡里約國家公園

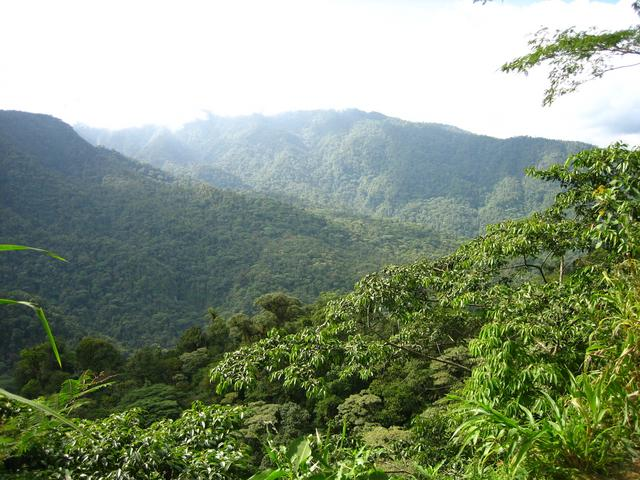

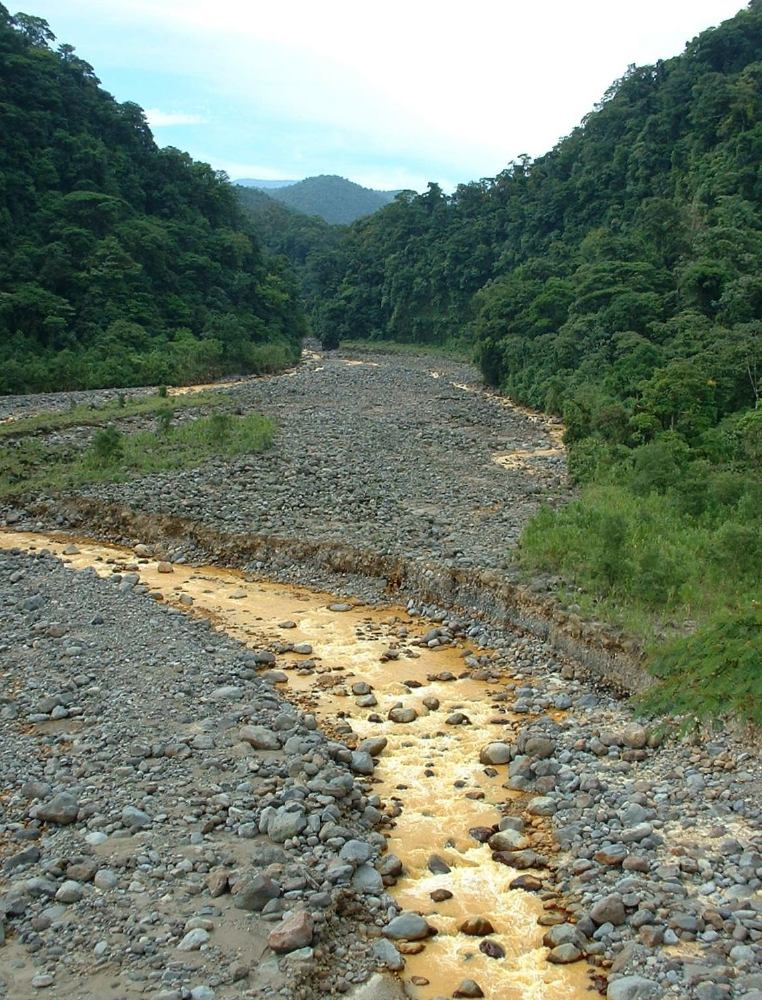

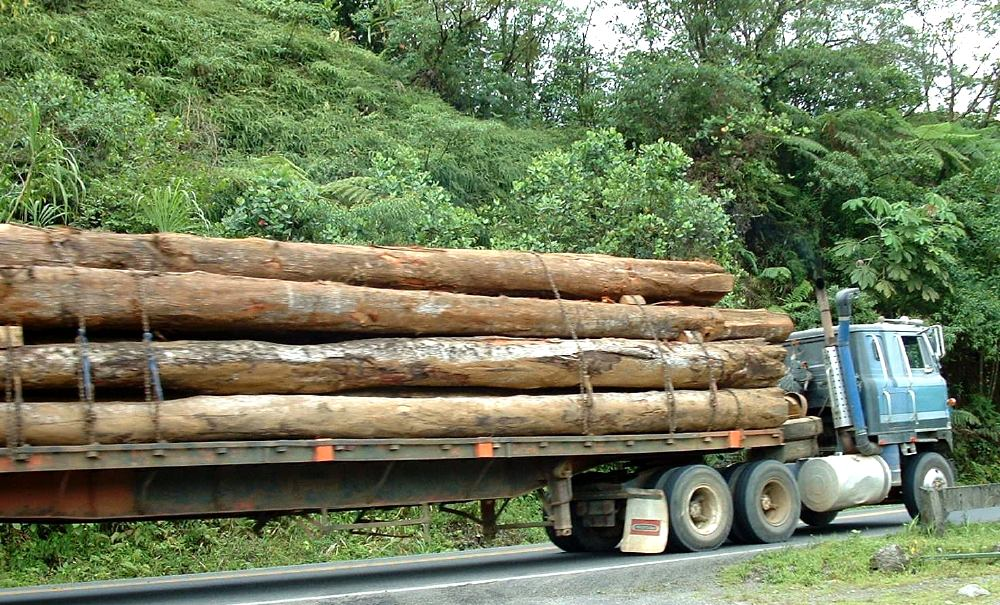

布勞利奧卡里約國家公園是哥斯達黎加的國家公園，位於該國中部，由埃雷迪亞省和聖何塞省負責管轄，面積475.8平方公里，成立於1978年4月15日。